# Medinilla longifolia
Medinilla longifolia är en tvåhjärtbladig växtart som beskrevs av Célestin Alfred Cogniaux. Medinilla longifolia ingår i släktet Medinilla och familjen Melastomataceae. Inga underarter finns listade i Catalogue of Life.